# NGC 3220
NGC 3220 is een spiraalvormig sterrenstelsel in het sterrenbeeld Grote Beer. Het hemelobject werd op 8 april 1793 ontdekt door de Duits-Britse astronoom William Herschel.

## Synoniemen
- IC 604
- UGC 5614
- MCG 10-15-73
- ZWG 290.34
- PGC 30462